# Tomislav Ivić
Tomislav Ivić (30. června 1933, Split - 24. června 2011, Split) byl jugoslávský fotbalista, záložník chorvatské národnosti. Po skončení aktivní kariéry působil jako trenér.

## Fotbalová kariéra
Začínal v týmu RNK Split. V jugoslávské lize hrál za Hajduk Split.

## Trenérská kariéra
Vedl postupně na klubové úrovni HNK Šibenik, Hajduk Split, Ajax Amsterdam, znovu Hajduk Split, RSC Anderlecht, Galatasaray SK, Dinamo Záhřeb, US Avellino 1912, Panathinaikos Athény, FC Porto, Paris Saint-Germain FC, Atlético Madrid, Olympique Marseille, Benficu Lisabon, znovu FC Porto, Fenerbahçe SK, Al Wasl FC, HNK Hajduk Split, Persepolis FC, Standard Lutych, znovu Olympique Marseille a Al Ittihad FC.
Dále působil i jako trenér u reprezentace Jugoslávie, Spojených arabských emirátů a Íránu.